# 大友城
大友城（おおともじょう）は、千葉県香取郡東庄町大友にあった日本の城。東庄町指定史跡。

## 歴史
『香取郡誌』によれば、千葉氏の祖である平良文の居城と伝えられ、天慶3年（940年）5月に相模国村岡（神奈川県藤沢市村岡東）からこの地に来て築城した。その後、良文は近隣の香取市阿玉台にある平良文館に移り、大友城には平常持、常将、常長、常兼の4代が居城したとされる。
平常兼は、のちに千葉市緑区の大椎城に移ったと伝わるが、明らかではない。
「今昔物語集」には、平忠常の乱で源頼信が忠常を攻めたとき、鹿島神宮から南下して利根川の北岸に至ったところで、「忠常が栖（すみか）は内海に入りたるところに有る也」と記述されている。
この内海を、笹川～下総橘間の水田地帯ととらえ、忠常の居館もその奥に位置する大友にあったと言われることがある。

## 構造
標高約50mほどの台地上にあり、現在の大友集落から南へ500mほどのところに位置する。南北に細長い直線連郭の構造で、政所台、遠所台と呼ばれる2つの郭が主郭となっている。
政所台には円墳が4基あり、西端の塚の上には「政所台墳墓供養塔」と書かれた碑が立ち、平忠常、常将、常長、常兼の法号が入っている。

## アクセス
- JR成田線　下総橘駅下車　徒歩60分